# Jakob Schaffner

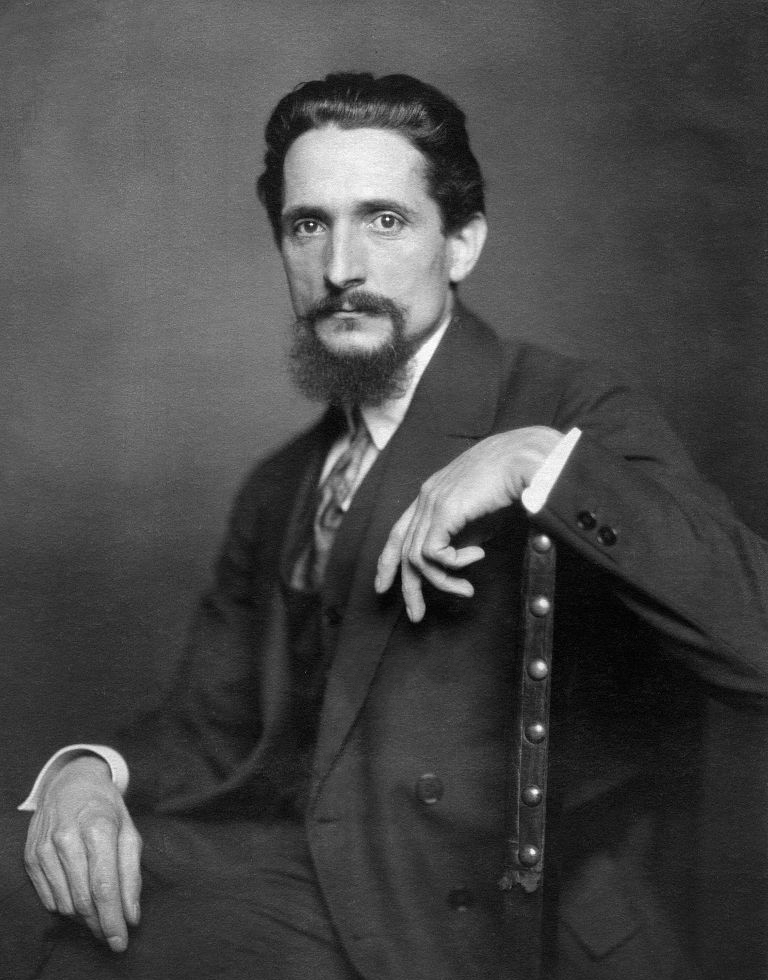
Jakob Schaffner

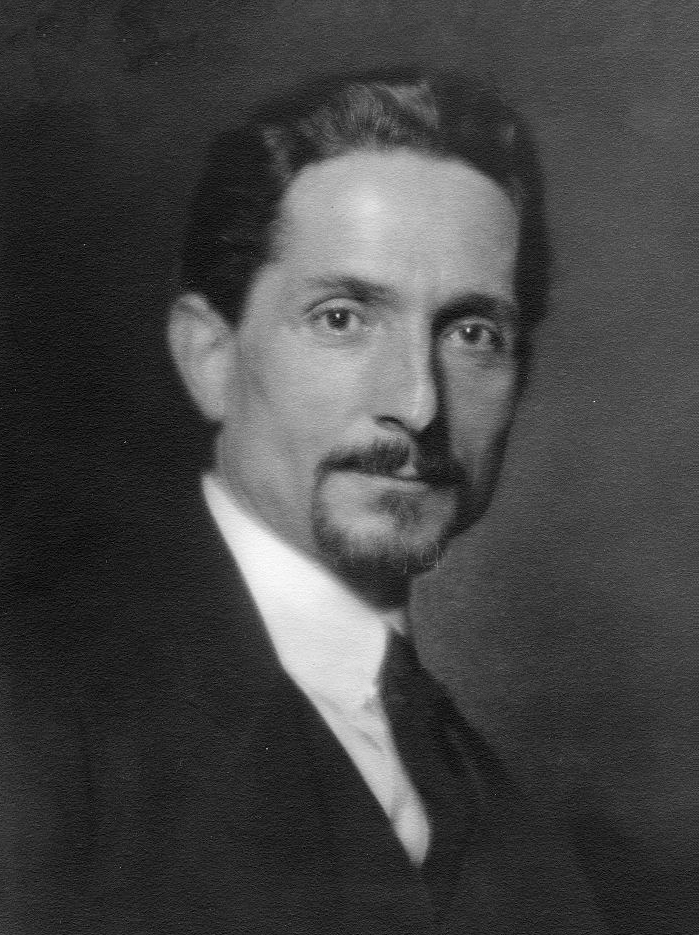
Jakob Schaffner

Jakob Schaffner (* 14. November 1875 in Basel; † 25. September 1944 in Strassburg) war ein Schweizer Schriftsteller.

## Leben
Jakob Schaffner wurde als Sohn eines Herrschaftsgärtners beim Basler Pfarrer Stähelin geboren und war Bürger von Buus. Sein Vater hatte aber nebenher in Kleinbasel ein bescheidenes landwirtschaftliches Anwesen. 1883, Jakob Schaffner war erst acht Jahre alt, verlor er seinen Vater. Seine Mutter, die aus dem oberbadischen Wyhlen stammte, wanderte noch im selben Jahr nach Amerika aus und übergab den Sohn seinen Wyhlener Großeltern. Von 1884 bis 1891 wuchs er im nahegelegenen pietistischen Kinderheim im Schloss Beuggen am badischen Hochrhein auf. Schaffner erlernte das Handwerk des Schuhmachers und arbeitete einige Jahre als Geselle in Deutschland. Bereits in dieser Zeit begann er, literarische Texte zu verfassen. 1908 heiratete er Frieda Barth, die 1912 den Sohn Wolf Peter gebar.
Mit seinem Roman Konrad Pilater (1910) gelang Schaffner der künstlerische Durchbruch. 1911 liess er sich endgültig in Deutschland nieder und lebte ungefähr ein Jahrzehnt in Weimar am Dichterweg, unweit von Goethes Gartenhaus. Von 1911 bis 1916 stand Schaffner mit August Suter im Kontakt. Dieser verhalf Suter zu neuen Aufträgen in Mannheim. Die freundschaftliche Beziehung endete wohl wegen gegensätzlicher politischer Weltanschauung.
1922 wandte sich Jakob Schaffner, mittlerweile ein angesehener Schriftsteller, literarisch seiner Kindheit zu: In seinem Hauptwerk Johannes beschreibt er das Dorf und das Leben mit seinen Grosseltern. 1930 wurde ihm die Ehrenbürgerwürde von Wyhlen, der Herkunftsgemeinde seiner Mutter, zuteil.
Nach der «Machtergreifung» wurde er in die gesäuberte Deutsche Akademie der Dichtung aufgenommen. 1936 publizierte er die Reiseberichte Volk zu Schiff. Zwei Seefahrten mit der KdF. Er schrieb u. a. Beiträge für die nationalsozialistische Wochenzeitung Das Reich.
Dass sich Schaffner in den Dienst der NS-Ideologie stellte, brachte ihm jedoch auch politisch gesteuerte Ehrungen ein:  1943 wurde er mit dem Johann-Peter-Hebel-Preis ausgezeichnet und in Wyhlen wurde die «Hintergasse» in «Jakob Schaffner Straße» umbenannt, ein Umstand, der nach 1945 durch die Umbenennung in «Bergstraße» beseitigt wurde. Eine ebenfalls in den 1930er-Jahren angebrachte Gedenktafel am Anwesen Hügel in der Bergstraße 12 erinnert dort jedoch noch heute an ihn.
1940 kehrte Schaffner für ein privates Gespräch mit dem Bundesrat Marcel Pilet-Golaz in die Schweiz zurück.
Jakob Schaffner kam zusammen mit seiner Frau bei einem alliierten Bombenangriff auf Strassburg ums Leben. Die Urnenbeisetzung erfolgte am 5. April 1945 in Anwesenheit ihres Sohnes und der Schwiegertochter im schweizerischen Buus und unter grossen Protesten der Bevölkerung.
In der Sowjetischen Besatzungszone und in der Deutschen Demokratischen Republik wurden viele seiner Schriften auf die Liste der auszusondernden Literatur gesetzt.
Carl Zuckmayer beurteilte Schaffner postum folgendermassen:

«Dem Verfasser ist kein anderer Schweizer bekannt, der sich in dieser Weise zum Nazi-Apostel und zum Verräter an den Idealen und der Tradition seines Landes gemacht hat.»

Werner Bergengruen nannte Schaffner «[e]ine[n] der beklagenswertesten Fälle der zeitgenössischen deutschen Literaturgeschichte». Schaffner sei eine aussergewöhnliche Begabung gewesen. «Die Sprache seiner Romane [...] hatte die wunderbare Klarheit, Transparenz und Kraft der grossen schweizerischen Erzähler.» Mit Schaffners Übergang ins nationalsozialistische Lager sei jedoch der dichterische Impuls in ihm erloschen. «Von nun an schrieb er Propagandaliteratur auf Bestellung.» Dennoch äusserte Bergengruen die Hoffnung, «eine künftige Zeit werde wieder Unbefangenheit genug haben, um die vor der grossen Felonie geschriebenen Schaffnerschen Romane aus dem nationalsozialistischen Schutthaufen hervorzuziehen».

## Auszeichnungen
- 1911/1923 Ehrengabe der Schweizerischen Schillerstiftung
- 1930 Grosser Schillerpreis
- 1932 Goethe-Medaille für Kunst und Wissenschaft[7]
- 1937 Ehrensold des Reichspropagandaministeriums
- 1943 Johann-Peter-Hebel-Preis

## Werke
- Irrfahrten. Roman, Berlin 1905 online – Internet Archive
  - Neufassung: Die Irrfahrten des Jonathan Bregger, Berlin 1912
- Die Laterne und andere Novellen, Berlin 1907
- Die Erlhöferin. Roman, Berlin 1908
- Hans Himmelhoch. Wanderbriefe an ein Weltkind, Berlin 1909
  - Neuausgabe: Chronos, Zürich 2005, ISBN 3-0340-0738-8
- Konrad Pilater. Roman, Berlin 1910
  - Neu bearbeitete, gekürzte Auflage: Stuttgart 1922
    - Neuausgabe, mit einem biografischen Nachwort von Charles Linsmayer, Zürich 1982
- Der Bote Gottes. Roman, Berlin 1911
- Die goldene Fratze. Novellen, Berlin 1912
- Geschichte der Schweizerischen Eidgenossenschaft. Eine Darstellung, Stuttgart 1915
- Die Schweiz im Weltkrieg, Berlin 1915
- Das Schweizerkreuz. Novelle, Berlin 1916
  - Neuausgabe als: Das Liebespfand, Stuttgart 1942
- Der Dechant von Gottesbüren. Roman, Berlin 1917
- Die deutsche Auferstehung. Deutschlands Rettung durch die deutsche Erde!, Berlin 1919
- Die Weisheit der Liebe. Roman, Leipzig 1919
- Die Erlösung vom Klassenkampf, Leipzig 1920
- Kinder des Schicksals. Roman, Leipzig 1920
- Der Passionsweg eines Volkes 1918–1920, Leipzig 1920
- Johannes. Roman einer Kindheit, Stuttgart 1922 (Bd. 1 der Johannes-Tetralogie) online – Internet Archive
  - Neuausgabe, mit einem Nachwort von Peter Hamm: Nagel & Kimche, Zürich 2005, ISBN 3-312-00355-5
- Das Wunderbare. Roman, Stuttgart 1923
- Brüder. Zwei Erzählungen, Stuttgart 1925
- Die Glücksfischer. Roman, Stuttgart 1925
- Das große Erlebnis. Roman, Stuttgart 1926
- Das verkaufte Seelenheil. Eine Erzählung. Insel Verlag, Leipzig 1927 (Insel-Bücherei 391)
- Die Jünglingszeit des Johannes Schattenhold. Roman, Stuttgart 1930 (Bd. 2 der Johannes-Tetralogie)
- Liebe und Schicksal. Novellen, Berlin 1932
- Eine deutsche Wanderschaft. Roman, Berlin 1933 (Bd. 3 der Johannes-Tetralogie)
- Offenbarung in deutscher Landschaft. Eine Sommerfahrt, Stuttgart 1934
- Larissa, Berlin 1935
- Volk zu Schiff. Zwei Seefahrten mit der KdF-Hochseeflotte, Hamburg 1936
- Berge, Ströme und Städte. Eine schweizerische Heimatschau, Stuttgart 1938
- Die Landschaft Brandenburg, Hamburg 1938
- Kampf und Reife. Roman, Stuttgart/Berlin 1939 (Bd. 4 der Johannes-Tetralogie)
- Die schweizerische Eidgenossenschaft und das Dritte Reich, Vortrag, 1939
- Der ewige Weg im Bundesbrief von 1291, Zürich 1940
- Der Aufgang des Reiches Heinrich I., Berlin 1940
- Der Schicksalsweg des deutschen Volkes, Berlin 1940
- Die Klarinette. Erzählung. Deutsche Volksbücher, Wiesbaden 1941
- Das Reich in uns, Berlin 1943
- Das kleine Weltgericht. Schauspiel, Stuttgart 1943
- Stadtgänge. Frühe Erzählungen. Hrsg. v. Charles Linsmayer. Arche, Zürich 1979